# Sazometná středa
Sazometná středa (také Škaredá, Černá nebo Svatá středa) je středa svatého týdne před Velikonocemi. Připomíná zradu Jidáše Iškariotského, který byl špehem mezi učedníky Ježíše Krista. Podle lidového vyprávění se v tento den Jidáš na Ježíše mračil, tedy škaredil.

## Název
Název Sazometná středa se objevuje již kolem roku 1500 v názvu kázání Jakoubka ze Stříbra, který tímto názvem označuje středu před Zeleným čtvrtkem a podobně jako Černá středa je tento název spojován s vymetáním sazí z komínů, jak uvádí například Ottův slovník naučný. Pojmenování Škaredá středa se používá také pro Popeleční středu, kterou končí masopust a začíná předvelikonoční postní období.

## Biblické vyprávění
Podle vyprávění zaznamenaného v Novém zákoně se po Květné neděli sešlo shromáždění velerady, kde bylo ujednáno zabití Ježíše před Pesachovou slavností. Ve středu před svou smrtí byl Ježíš v Betánii v domě Šimona Malomocného. Marie z Betánie zde umyla a pomazala Ježíšovu hlavu a nohy drahým olejem. Učedníci byli tímto jednáním pohoršení, protože se domnívali, že olej by měl být prodán a peníze rozdány chudým. Ježíšovo chování kritizoval také Jidáš, který chtěl ale podle Janova evangelia peníze pro sebe.
Následně se Jidáš domluvil s velekněžími, že jim za úplatu třiceti stříbrných Ježíše vydá.
Tehdy šel jeden ze Dvanácti, jménem Jidáš Iškariotský, k velekněžím a řekl: „Co mi dáte? Já vám ho zradím.“ Oni mu určili třicet stříbrných. Od té chvíle hledal vhodnou příležitost, aby ho zradil.
 Matouš 26, 14-16 CEP
Podle biblického vyprávění Jidáš svou zradu dokonal, ale nedokázal s důsledky svého činu žít a nakonec se oběsil.

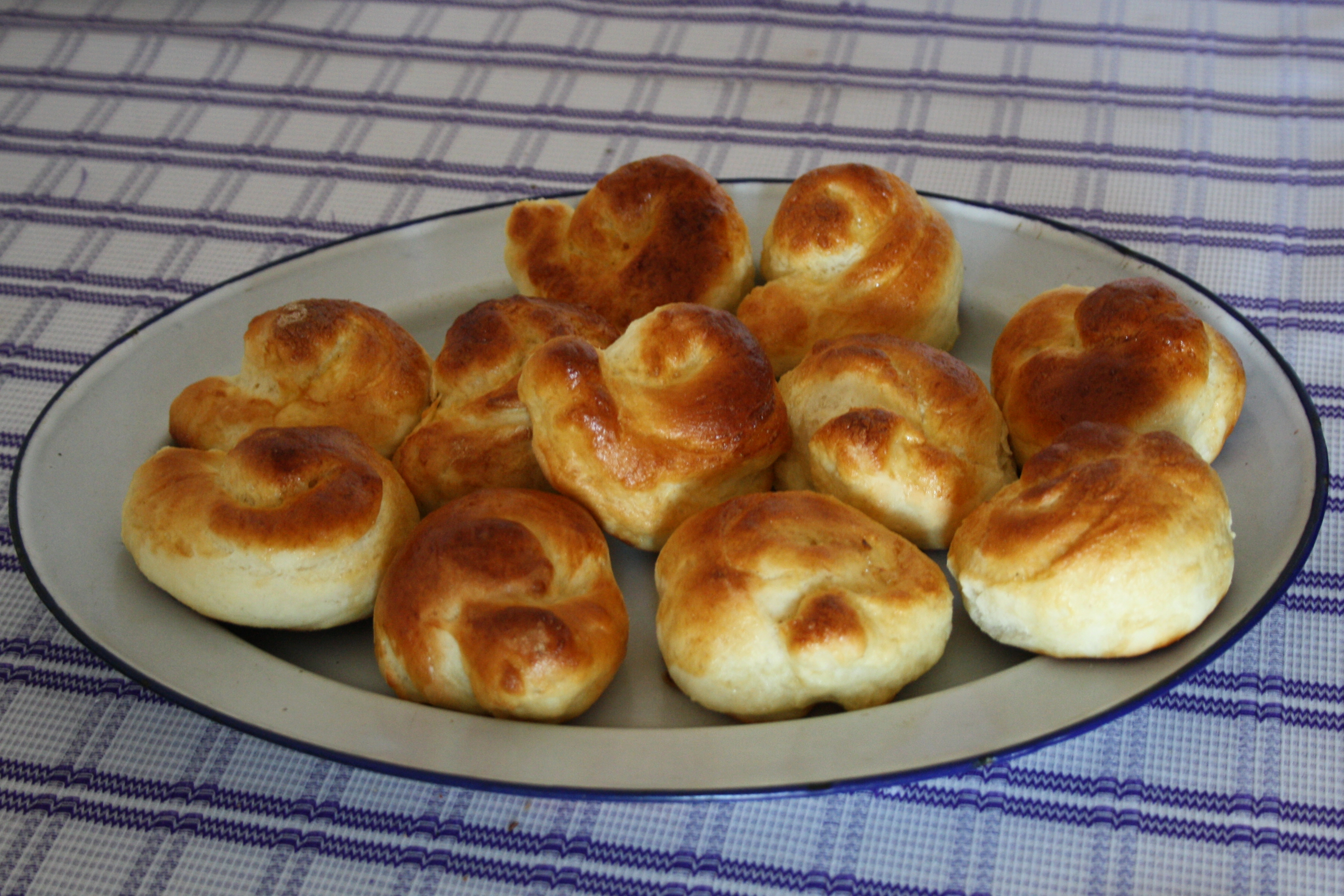
Jidáše - tradiční velikonoční pečivo

## Lidové tradice
Jméno Sazometná středa získala podle toho, že se tento den vymetaly komíny. Tento zvyk byl spojen s vyháněním zlých sil.
Podle lidové pověry se v tento den lidé neměli mračit, aby se nemračili všechny středy v dalším roce.
Na Škaredou středu se v českých zemích pečou jidášci, což je pečivo, které připomíná smyčku, na kterou se Jidáš oběsil. Jí se pomazané medem a tradičně až na Zelený čtvrtek.